# Percival Chubbs and the Widow
Percival Chubbs and the Widow (o Archibald Chubbs and the Widow) è un cortometraggio muto del 1912 diretto da C.J. Williams.

## Produzione
Il film fu prodotto dalla Edison Company.

## Distribuzione
Distribuito dalla General Film Company, il film - un cortometraggio in una bobina - uscì nelle sale cinematografiche statunitensi il 27 marzo 1912.